# بيراما (كيركيرا)

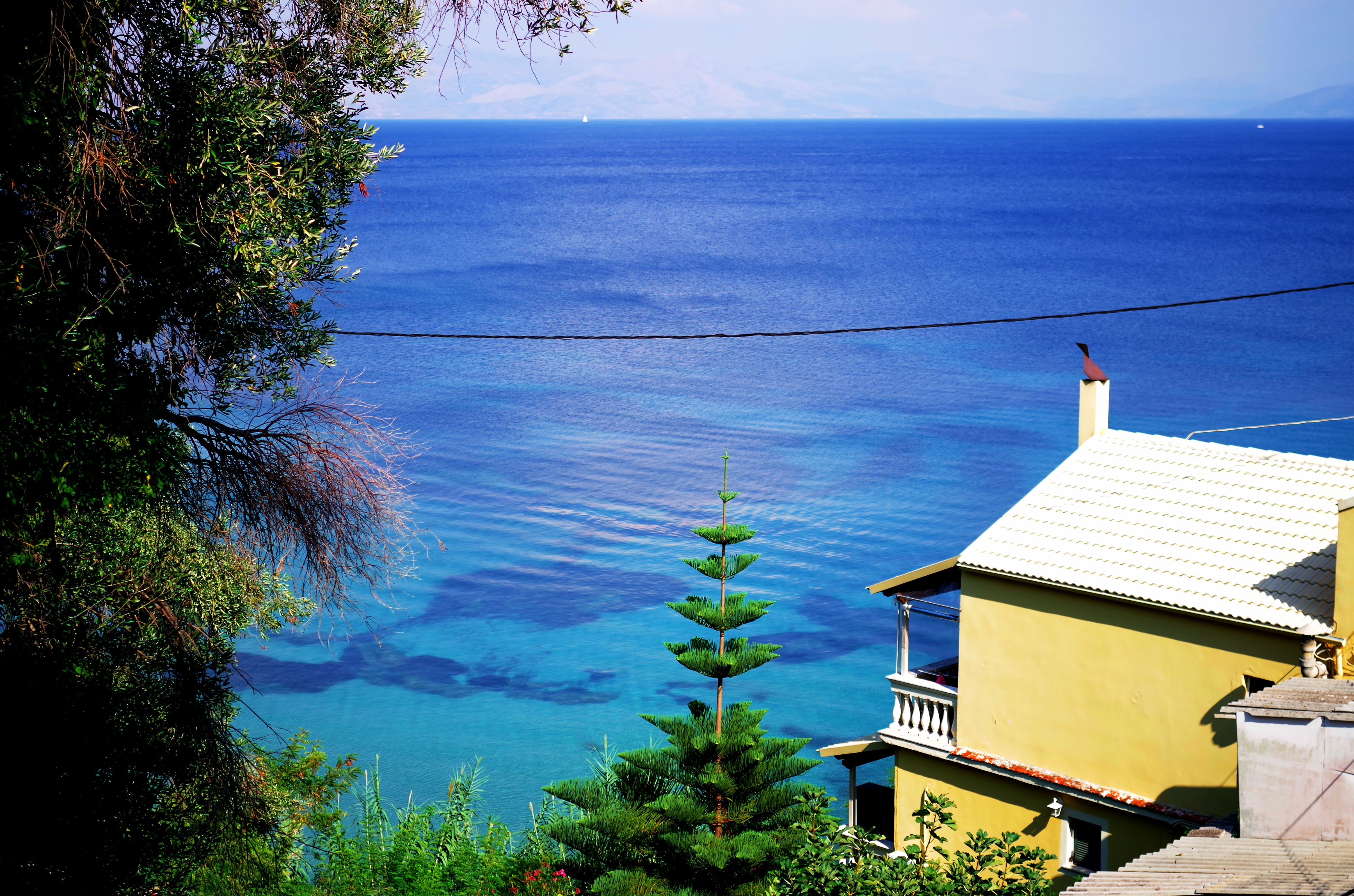

بيراما (Πέραμα) هي مدينة في كيركيرا في مقاطعة كينتريكي إلادا في اليونان.